# Phyllomyia cylindriventris
Phyllomyia cylindriventris är en tvåvingeart som först beskrevs av Wulp 1890.  Phyllomyia cylindriventris ingår i släktet Phyllomyia och familjen parasitflugor. Inga underarter finns listade i Catalogue of Life.